# Vorobiove
Vorobiove (en (ucraïnès): Воробйове) és un poble de la República Autònoma de Crimea a Ucraïna, que el 2014 tenia 1.085 habitants. Pertany al districte rural de Saki.